# Christo Popow
Christo Georgiew Popow (auch Hristo Georgiev Popov geschrieben, bulgarisch Христо Георгиев Попов; * 30. Dezember 1858 in Schumen, damals Osmanisches Reich; † 28. Oktober 1951 in Sofia, Bulgarien) war ein bulgarischer Offizier und Politiker der Liberalen Partei. Er befehligte im Serbisch-Bulgarischen Krieg die bulgarischen Einheiten am Südflügel in der Schlacht bei Sliwniza und konnte am 7. Novemberjul. / 19. November 1885greg. mit einigen wenigen Kompanien die serbische Morava-Division zurückschlagen. Zwischen 12. April 1899 und 4. Januar 1901 war er Bürgermeister der bulgarischen Hauptstadt Sofia und zwischen 1915 und 1916 Innen- und Gesundheitsminister im Kabinett von Wassil Radoslawow.

## Leben
Christo Popow wurde am 18. Dezemberjul. / 30. Dezember 1858greg. in der nordbulgarischen Stadt Schumen geboren. In der Periode 1875/76 war er als Lehrer in seiner Heimatstadt tätig und während des Russisch-türkischen Krieges von 1877 bis 1878 arbeitete Popow mit der russischen Armee. Nach der Errichtung des Fürstentums Bulgarien absolvierte er 1879 den ersten Jahrgang der Militärakademie in der bulgarischen Hauptstadt, und danach die Militärjuristische Akademie Sankt Petersburg.
Am 11. September 1885, zwei Tage nach der Vereinigung Bulgariens mit Ostrumelien wurde er zum Kommandeur des 1ten Sofia-Regiments ernannt. Im Serbisch-Bulgarischen Krieg von 1885 beteiligte er sich mit seinem Regiment an der Schlacht bei Sliwniza. Popow hatte zu diesem Zeitpunkt des Ranges eines Hauptmanns. Am 7. Novemberjul. / 19. November 1885greg. wurde ihm die Leitung des äußersten linken Flügels der Frontlinie übertragen, er konnte bei Gurgulajt und Galabowo die anrückenden Morava- und Šumadija-Division zurückschlagen. Zusammen mit seinem Regiment nahm Popow Bresnik ein und beteiligte sich an den Kampf bei Banski dol und in der Schlacht von Pirot. Für seine Verdienste im Krieg wurde er mit dem Militärorden für Tapferkeit III. geehrt.
Ein Jahr später wurde der bulgarische Fürst Alexander I. durch einen von Russland initiierten Offiziersputsch zur Abdankung gezwungen und nach Russland in die Gefangenschaft gebracht. An dem Gegenputsch, geführt vom Parlamentspräsidenten Stefan Stambolow, beteiligte sich Christo Popow. 1889 beendete er seine Karriere in der Armee mit dem Dienstgrad Major.
Nachdem er die Armee hinter sich ließ, studierte Popow Rechtswissenschaft an der Universität Genf. Nach seiner Rückkehr wurde er in der Liberalen Partei vom Stambolow aktiv und von ihrer Liste von 1899 bis 1901 Bürgermeister von Sofia. Popow nahm an den Balkankriegen 1912/13 teil und war nach ihrem Ende Vorsitzender der Enquetekommission des bulgarischen Parlaments, welche die Gründe für die Nationale Katastrophe (die Niederlage Bulgariens im zweiten Balkankrieg) untersuchte.
Von 1915 bis 1916 war Popow Innen- und Gesundheitsminister im liberalen Kabinett von Wassil Radoslawow. Nach dem Ersten Weltkrieg wurde er wegen dieser Posten vom Staatsgericht zur 10 Jahre Haftstrafe verurteilt. Ein Jahr später wurde er amnestiert. Christo Popow starb am 28. Oktober 1951 in der bulgarischen Hauptstadt Sofia.

## Auszeichnungen
- Militärorden für Tapferkeit III. Klasse

## Bibliographie
- Гургулят, Брезник, Трън и Пирот или Брезнишко-Трънският отряд в Сръбско-българската война 1885 г., 1889.